# Lirceus brachyurus
Lirceus brachyurus là một loài chân đều trong họ Asellidae. Loài này được Harger miêu tả khoa học năm 1876.